# Municipio de Leicester (Carolina del Norte)
El municipio de Leicester (en inglés: Leicester Township) es un municipio ubicado en el  condado de Buncombe en el estado estadounidense de Carolina del Norte. En el año 2010 tenía una población de 19.148 habitantes.

## Geografía
El municipio de Leicester se encuentra ubicado en las coordenadas 35°38′11.39″N 82°40′5.47″O / 35.6364972, -82.6681861.